# Moreno megye
Moreno egy megye Argentína északi részén, Santiago del Estero tartományban. Székhelye Quimilí.

## Népesség
A megye népessége a közelmúltban a következőképpen változott:
| Év   | Lakosság |
| ---- | -------- |
| 2001 | 27 933   |
| 2010 | 32 130   |